# ロバパン

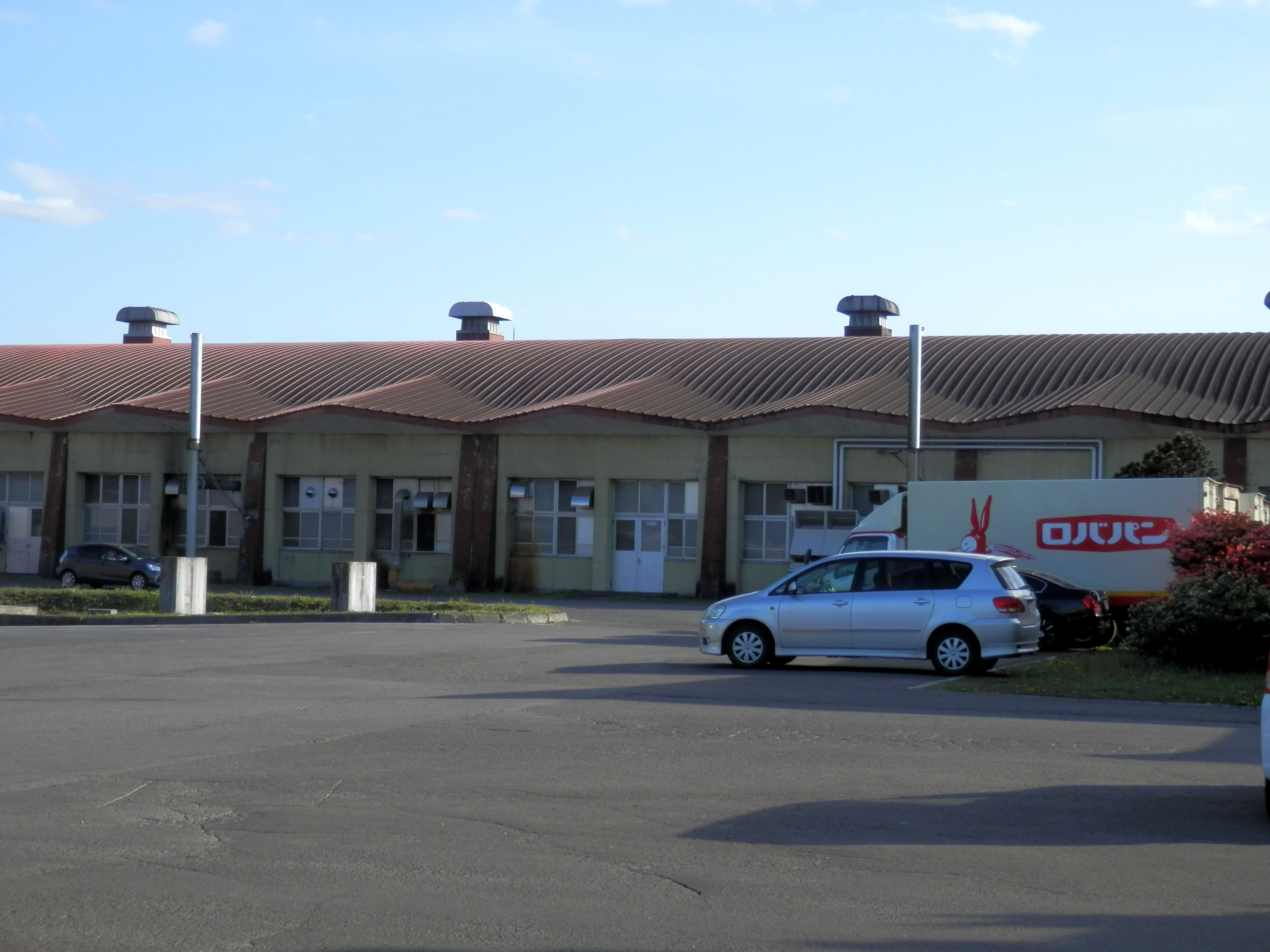
恵庭工場（2013年6月）

株式会社ロバパンは、北海道札幌市白石区に本社のある企業。「日本パン工業会」会員。2005年（平成17年）9月からフジパン（フジパングループ本社）と業務提携の関係である。

## 沿革
ロバパンは、1931年（昭和6年）9月に創業者・石上寿夫がロバに荷車を引かせてパンを売り歩いていたことが始まりであり、社名の由来になっている。
- 1931年（昭和06年）09月：札幌市中央区北1条西3丁目で創業（ロバパン石上商店）し、売店開設[3]。
- 1943年（昭和18年）09月：「大東亜戦争」（太平洋戦争）による企業整備のため、一時閉店。
- 1950年（昭和25年）04月：「株式会社ロバパン」に改組[3]。
- 1964年（昭和39年）12月：現在地に本社工場新築移転[3]。
- 1970年（昭和45年）10月：旭川営業所開設[3]。
- 1976年（昭和51年）09月：室蘭営業所開設[3]
- 1978年（昭和53年）02月：帯広営業所開設[3]。
- 1979年（昭和54年）02月：旭川営業所を移転させる形で、旭川工場新設[3]。
- 1980年（昭和55年）10月：関連会社「株式会社デリカランド（以下デリカランド）」設立[3]。
- 1982年（昭和57年）04月：室蘭営業所を移転させる形で、苫小牧営業所開設[3]。
- 1982年（昭和57年）08月：函館営業所開設[3]。
- 1983年（昭和58年）07月：恵庭工場操業開始[3]。
- 1983年（昭和58年）07月：北見営業所開設[3]。
- 1988年（昭和63年）09月：函館営業所を移転させる形で、函館工場開設[3]。
- 1992年（平成04年）10月：株式会社デリカランド新工場操業開始[3]。
- 1992年（平成04年）12月：関連会社「株式会社エフビーエス（以下エフビーエス）」設立[3]。
- 1994年（平成06年）11月：函館工場が「エフビーエス函館工場」と改称[3]。
- 1995年（平成07年）04月：旭川工場移転し、「エフビーエス旭川工場」と改称[3]。
- 1995年（平成07年）04月：デリカランド白老工場操業開始。[3]。
- 1995年（平成07年）05月：デリカランド旭川工場操業開始[3]。
- 1995年（平成07年）05月：エフビーエス白老工場操業開始[3]。
- 1996年（平成08年）07月：エフビーエス・デリカランド両帯広工場操業開始[3]。
- 2001年（平成13年）06月：デリカランド独立[3]。
- 2002年（平成14年）03月：苫小牧営業所を移転させる形で、恵庭営業所開設[3]。
- 2005年（平成17年）09月：フジパン（フジパングループ本社）と業務提携[3][4]。
- 2006年（平成18年）09月：恵庭食パン工場操業開始[3]。
- 2011年（平成23年）03月：恵庭工場にスナックロールライン新設[3]。
- 2016年（平成28年）02月：製品仕分場を本社から恵庭工場に移転新築[3]。
- 2016年（平成28年）09月：恵庭工場にスナックサンド・サンドイッチラインを移設[3]。
- 2017年（平成29年）05月：北見営業所を日本アクセス事務所に移転。[3]。
- 2019年（令和01年）03月：エフビーエス旭川工場を閉鎖、札幌・十勝工場に生産移転[3]。
- 2019年（令和01年）09月：エフビーエス十勝工場が生産設備増強[3]。
- 2019年（令和01年）12月：本社工場が「FSSC22000」認証取得[3]。
- 2020年（令和02年）03月：エフビーエス旭川工場閉鎖に伴い、恵庭・札幌両工場が生産設備増強[3]。
- 2020年（令和02年）04月：恵庭工場がバンズライン・食パン包装ライン・スナックロールライン生産設備増強、品質安全面改善[3]。

## 事業所
- 本社工場 - 札幌市白石区本通7丁目南5-1
- 恵庭工場 - 恵庭市恵南1
- 恵庭営業所 - 恵庭市恵南1
- 旭川営業所 - 旭川市工業団地4条1丁目2-29
- 帯広営業所 - 中川郡幕別町千住194-1
- 函館営業所 - 亀田郡七飯町字中島9-12

## 関連会社
- エフビーエス[5]

## 商品
- 食パン
  - 本仕込
- 食卓ロール
  - ネオバターロール
- 菓子パン
  - 特撰メロンパン
  - ロイヤルスイート
  - 黒コッペ
  - ぶどうぱん
- 豆パン
  - 特撰豆パン
- ピザパン
- アンパンマンシリーズ
  - アンパンマン ミニスナック
- パンケーキ
  - ふんわりもちもちパンケーキ
- スナックサンド
- スペースアポロ